# إشكيبال

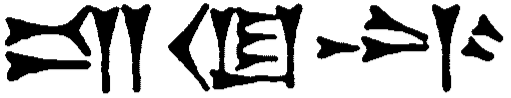
اسمه بالأكدي

كان إشكيبال، رابع ملوك السلالة الأولى لبلاد البحر(المعروفة بالسلالة البابلية الثانية)، الذي حكم جنوب بلاد ما بين النهرين من حوالي عام ١٦٤٠ قبل الميلاد إلى حوالي عام ١٦٢٦ قبل الميلاد. واصل صراعه مع الملوك البابليين، واستقر أخيرًا في مدينتي لجش وأور. إلا أن المعلومات المتوفرة عن أنشطته الداخلية وعلاقاته مع الدول الأخرى محدودة للغاية. يُعتقد أنه حكم خمسة عشر عامًا. ولا يُعرف عنه إلا من خلال قوائم الملوك والسجلات التاريخية اللاحقة. ويُرجّح أن اسمه أكادي. وقد خلف دامق إيليشو، وخلفه شوشي .